# Municipio de Harmony (Kansas)
El municipio de Harmony (en inglés: Harmony Township) es un municipio ubicado en el condado de Stevens en el estado estadounidense de Kansas. En el año 2010 tenía una población de 116 habitantes y una densidad poblacional de 0,41 personas por km².

## Geografía
El municipio de Harmony se encuentra ubicado en las coordenadas 37°20′5″N 101°26′51″O / 37.33472, -101.44750. Según la Oficina del Censo de los Estados Unidos, el municipio tiene una superficie total de 279.6 km², de la cual 279,6 km² corresponden a tierra firme y (0 %) 0 km² es agua.

## Demografía
Según el censo de 2010, había 116 personas residiendo en el municipio de Harmony. La densidad de población era de 0,41 hab./km². De los 116 habitantes, el municipio de Harmony estaba compuesto por el 93,1 % blancos, el 6,03 % eran de otras razas y el 0,86 % eran de una mezcla de razas. Del total de la población el 23,28 % eran hispanos o latinos de cualquier raza.